# Sœurs de la Providence de Portieux
Les Sœurs de la Providence de Portieux forment une congrégation religieuse féminine enseignante et hospitalière de droit pontifical. 

## Histoire

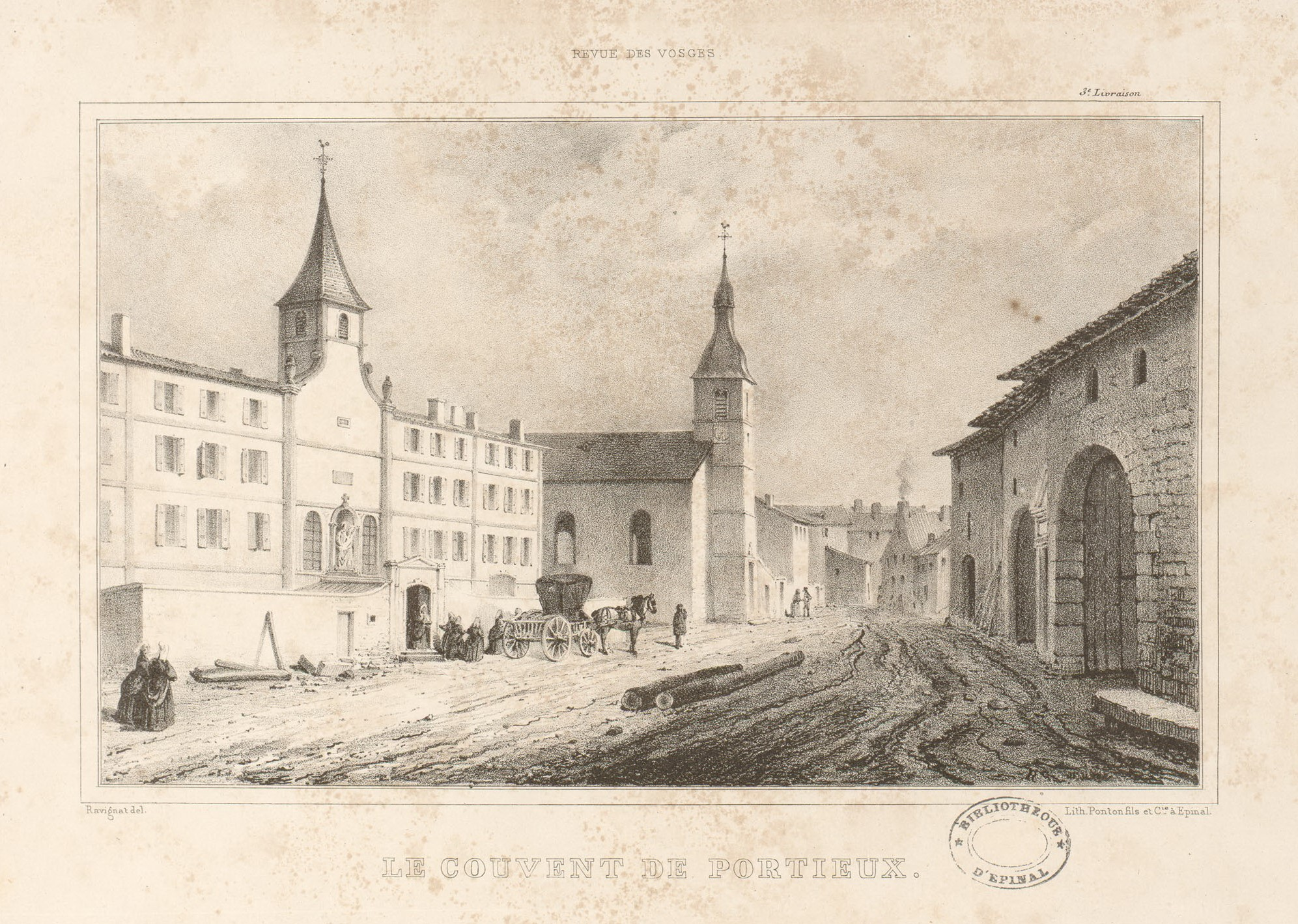
Le couvent de Portieux (1840)

La congrégation est fondée le 14 janvier 1762 à Saint-Hubert par le bienheureux Jean-Martin Moyë (1730-1793) avec l'aide de Marguerite Lecomte pour l'éducation des filles dans les zones rurales. Les sœurs se propagent rapidement, mais elles sont dispersées et leurs écoles fermées par la Révolution française. Les sœurs reprennent leur activité en France en 1802. La congrégation est reconstituée en deux branches : une branche de langue allemande qui devient les Sœurs de la Divine Providence de Saint-Jean-de-Bassel, et une branche de langue française organisée par les abbés Claude-Eusèbe Feÿs et Antoine-François Raulin, à Portieux. 
La congrégation est reconnue par ordonnance royale le 2 août 1816. Elle compte 89 établissements dans le seul département des Vosges en 1824. Elle est de nouveau reconnue civilement par ordonnance du 21 janvier 1841. En France, elle administre 683 écoles communales dans toute la France en 1872 (dont 23 dans la Nièvre). Les sœurs sont chassées des écoles communales en 1880 et ouvrent des écoles libres. Le 24 novembre 1904, le tribunal de Mirecourt reconnaît l’existence de la congrégation comme hospitalière, ce qui permet d'arrêter les poursuites d'expulsion de France.

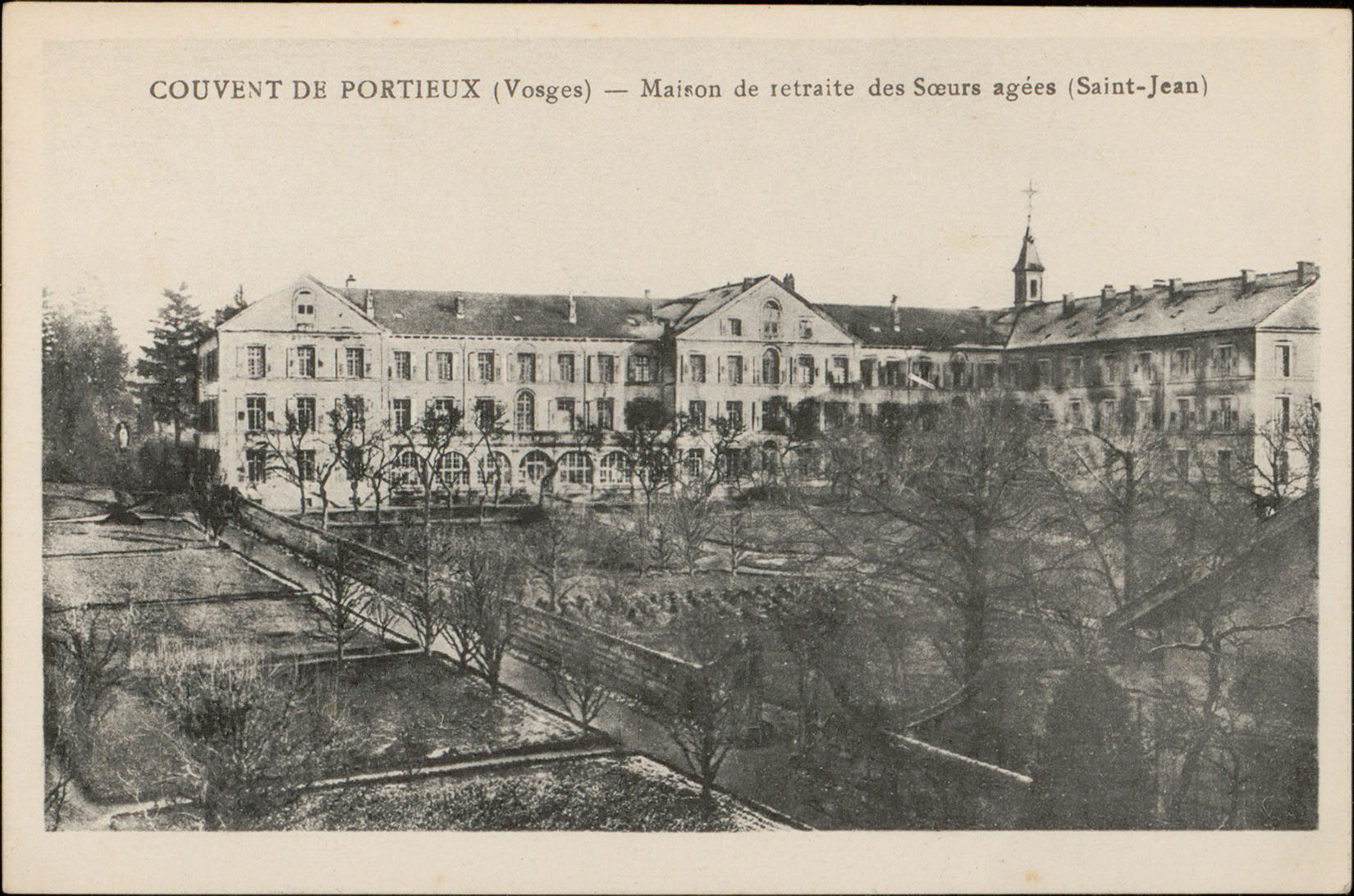
Le couvent de Portieux, devenu maison de retraite des sœurs âgées.

Au XIXe siècle, elles s'implantent en Belgique (1816), en Suisse (1828), en Italie (1840), en Mandchourie (1874) et en Indochine (1876). Au XXe siècle, elles s'installent en Côte d'Ivoire (1959) et à Taïwan (1967). Au XXIe siècle, elles ouvrent une communauté au Japon (2009) et aux Philippines (2011).
Elles aident aussi à former des sœurs pour la fondation de nouvelles congrégations. En 1831, elles accueillent à Portieux des italiennes envoyées par Jean-Baptiste Loevenbruck, un missionnaire lorrain en Italie, dans le but de fonder la branche féminine des rosminiens. Des Sœurs de Portieux apprennent l'italien puis partent à Locarno pour superviser la fondation. L'abbé Claude Daunot (1785-1866) envoie des jeunes filles faire leur noviciat à Portieux avant de fonder en 1823 les Sœurs de la Sainte Enfance de Marie à Dommartin-la-Chaussée. 
Plusieurs scissions donnent naissance à d'autres congrégations. En 1823, elles sont appelées à Vitrolles pour ouvrir une école. La communauté devient autonome le 5 juin 1838 sous le nom de Sœurs de la Providence de Gap,. En 1824, elles fondent une maison à Flavigny-sur-Ozerain qui se détache de Portieux en 1827 pour donner les Sœurs de la Providence de Vitteaux. Les communautés établies en Belgique deviennent indépendantes de Portieux le 31 juillet 1837. Appoline Voirin (1809-1853) en religion Mère Marie-Xavier, est nommée première supérieure de la congrégation des Sœurs de la Providence et de l'Immaculée Conception dont la maison-mère est placée à Champion.
L'institut reçoit le décret de louange le 30 mai 1859 et ses constitutions sont définitivement approuvées par le Saint-Siège le 3 mars 1930.

## Fusion
- 1936 : En 1824, les Sœurs de Portieux fondent une maison à Flavigny-sur-Ozerain à la demande de Jean-François Martin de Boisville, évêque de Dijon. La maison devient un noviciat important. L'ordonnance royale autorise l'établissement de Flavigny mais dépendant de Portieux. Après des désaccords, la communauté se détache de la maison-mère de Portieux et obtient l'approbation civile le 31 mars 1835 à la condition que les Sœurs changent de nom et d'habit religieux[15]. François Victor Rivet, évêque de Dijon, leur donne une règle et fait transférer en 1846 la maison-mère à Vitteaux[18]. En 1936, la Providence de Vitteaux réintègre la Providence de Portieux[19].

## Activités et diffusion
Les Sœurs de la Providence se consacrent principalement à l'enseignement et aux œuvres hospitalières. 
Elles sont présentes en:
- Europe : Belgique, France, Italie, Suisse.
- Asie : Cambodge, Chine, Philippines, Japon, Taïwan, Vietnam.
- Afrique : Côte d'Ivoire.

La maison-mère se situe à Portieux (Vosges).
En 2017, la congrégation compte 831 sœurs dans 158 maisons.